# Nobody Said It Was Easy
Nobody Said It Was Easy è il primo album dei The Four Horsemen, pubblicato nel 1991 per l'etichetta discografica Def American.

## Tracce
1. Nobody Said It Was Easy (Haggis) 4:13
2. Rockin' Is Ma' Business (Haggis) 4:37
3. Tired Wings (Haggis) 5:35
4. Can't Stop Rockin' (Haggis) 2:18
5. Wanted Man (Haggis) 3:28
6. Let It Rock (Haggis, Lizmi, Montgomery, Pape) 5:13
7. Hot Head (Haggis) 3:31
8. Moonshine (Haggis, Montgomery) 3:41
9. Homesick Blues (Haggis) 2:32
10. 75 Again (Haggis) 2:29
11. Lookin' for Trouble (Montgomery, Starr) 2:29
12. I Need a Thrill/Somethin' Good (Haggis, Lizmi, Montgomery, Pape, Starr) 8:08

## Formazione
- Frank C. Starr - voce
- Dave Lizmi - chitarra, cori
- Haggis - chitarra, cori
- Ben Pape - basso, cori
- Ken "Dimwit" Montgomery - batteria, cori